# The Most Heretical Last Boss Queen: From Villainess to Savior
The Most Heretical Last Boss Queen: From Villainess to Savior (悲劇の元凶となる最強外道ラスボス女王は民の為に尽くします。, Higeki no genkyō to naru saikyō gedō rasubosu joō wa min no tame ni tsukushimasu.), aussi surnommée Lastame (ラス為, Rasutame), est une série de light novel écrite par Tenichi.
Publiée à l'origine en ligne sur le site Shōsetsuka ni narō en avril 2018, elle est publiée sous forme papier par Ichijinsha, avec des illustrations de Suzunosuke, à partir de juin 2019.
Une première adaptation en manga par Bunko Matsuura commence sur le site de Monthly Comic Zero Sum en mars 2020 mais est annulée deux ans plus tard en raison de l'état de santé du dessinateur. Une deuxième adaptation est prépubliée depuis le 28 juin 2023 dans le magazine Zero Sum. Une adaptation en série télévisée d'animation par le studio OLM est diffusée depuis le 7 juillet 2023.

## Synopsis
Pride est la jeune princesse héritière du royaume de Freesia. D'abord méchante et égoïste, à l'âge de 8 ans, elle récupère subitement des bribes de souvenirs de sa vie antérieure d'étudiante japonaise et se rend compte qu'elle a été réincarnée dans l'univers d'un jeu vidéo otome, dans le rôle de la vilaine, boss finale du jeu, destinée à régner en tyran et semant la mort et la désolation dans son royaume pendant une dizaine d'années avant d'être finalement tuée par l'Héroïne. Pride choisit de tout faire pour aller contre son destin tragique et sauver l'avenir du royaume et de ses sujets. Mais celle qui a hérité des pouvoirs cheatés du boss original, peut-elle vraiment changer le scénario du jeu ?

## Personnages
Pride Royal Ivy (プライド・ロイヤル・アイビー, Puraido Roiyaru Aibī)
Voix japonaise : Fairouz Ai
Personnage principal de la série, c'est une ancienne lycéenne otaku de 18 ans qui s'est réincarnée en la princesse héritière du royaume de Freesia après avoir été renversée par un camion. Des bribes de mémoire de sa vie antérieure lui revenant épisodiquement, elle connait approximativement l'univers où elle évolue, celui de la série de jeux vidéo otome Un Rayon d'espoir avec toi (surnommée REAT), et sait en particulier qu'elle est la vilaine boss finale vouée à être tuée par l'Héroïne, sa propre sœur, après avoir fait régner la terreur pendant dix années. Ainsi, elle possède les avantages d'un boss final : un esprit aiguisé, une capacité d'apprentissage hors du commun des techniques de combat et de maîtrise des armes, et un don de prescience identique à celui de sa mère Rosa.
Style Royal Ivy (ステイル・ロイヤル・アイビー, Suteiru Roiyaru Aibī)
Voix japonaise : Maaya Uchida
Frère adoptif de Pride. Doté du pouvoir spécial de téléportation, il a été enlevé à sa mère pour pouvoir, comme le veut la tradition dans la famille royale, devenir le petit frère et le secrétaire particulier de la princesse héritière, et plus tard le régent du royaume lorsque Pride accèdera au trône.
Dans le scénario original de REAT, il était une cible de la méchante Pride, qui lui fait signer un contrat d'asservissement l'obligeant à exécuter ses ordres, puis lui ordonne de tuer sa mère biologique.
Tiara Royal Ivy (ティアラ・ロイヤル・アイビー, Tiara Roiyaru Aibī)
Voix japonaise : Haruka Tomatsu
Jeune sœur de Pride, et par conséquent deuxième princesse du royaume. Jusqu'à ses 6 ans, son existence a été tenue secrète par ses parents, prétextant une constitution fragile et le risque d'elle soit assassinée ou enlevée. En réalité, sa mère cherchait également à l'éloigner de sa sœur Pride, ayant eu des visions de l'avenir funeste de celle-ci.
Dans le scénario original de REAT, Tiara est l'héroïne du jeu, d'abord emprisonnée dans une tour du château lors de l'accession de Pride au pouvoir, puis prenant les armes l'année de ses 16 ans pour combattre la reine tyrannique qu'est devenue sa sœur.
Arthur Beresford (ティアラ・ロイヤル・アイビー, Āsā Beresufōdo)
Voix japonaise : Junya Enoki
Fils du Commandant de la garde Roderick, il avait abandonné l'idée de devenir un jour un chevalier comme son père, pensant que son pouvoir spécial de simple régénération des plantes n'était pas adapté au combat. Mais lorsque Pride intervient personnellement pour sauver la vie de son père pris dans une embuscade, il décide de reprendre l'entrainement et jure à la future reine Pride de devenir le meilleur des chevaliers du royaume pour la servir. Pride lui fait alors prendre conscience de la véritable nature de son pouvoir spécial.
Dans le scénario original de REAT, la méchante Pride laisse mourir son père sous ses yeux alors que son pouvoir de prescience l'avait prévenue du danger qu'il courrait ; par désir de vengeance, Arthur reprend alors la voie de la chevalerie afin de pouvoir un jour dénoncer la vilénie et la cruauté de Pride.
Rosa Royal Ivy (ローザ・ロイヤル・アイビー, Rōza Roiyaru Aibī)
Voix japonaise : Kikuko Inoue
Reine régnante de Freesia et mère de Pride et Tiara, douée du pouvoir spécial de prescience.
Dans le scénario original de REAT, elle meurt, peu de temps après son mari, après avoir appris l'éveil du pouvoir de prescience de sa fille Pride, permettant à celle-ci d'accéder au trône.
Albert Royal Ivy (ローザ・ロイヤル・アイビー, Arubāto Roiyaru Aibī)
Voix japonaise : Toshiyuki Morikawa
Roi consort de Freesia, père de Pride et Tiara.
Dans le scénario original de REAT, il meurt des suites d'un accident de carrosse peu de temps après l'éveil du pouvoir de prescience de Pride.
Gilbert Butler (ジルベール・バトラー, Jirubēru Batorā)
Voix japonaise : Kōji Yusa
Premier ministre de Freesia. Stratège de génie et détenteur du pouvoir de jeunesse éternelle et modification de son âge à volonté.
Dans le scénario original de REAT, Pride le manipule pour promouvoir une loi de recensement obligatoire des détenteurs de pouvoirs spéciaux. Gilbert la suit dans l'espoir de trouver une personne capable de soigner sa fiancée Marianne, atteinte d'un mal incurable. Mais Pride s'arrange pour que la loi soit promulguée trop tard pour éviter la mort de Marianne, puis s'en sert pour soumettre l'intégralité des détenteurs de pouvoirs du royaume.

## Productions et supports

### Light novel

#### Liste des volumes
| no | Japonais         | Japonais          |
| no | Date de sortie   | ISBN              |
| -- | ---------------- | ----------------- |
| 1  | 4 juin 2019      | 978-4-75809-177-0 |
| 2  | 3 mars 2020      | 978-4-75809-242-5 |
| 3  | 7 janvier 2021   | 978-4-75809-326-2 |
| 4  | 2 septembre 2021 | 978-4-75809-326-2 |
| 5  | 4 avril 2022     | 978-4-75809-452-8 |
| 6  | 2 novembre 2022  | 978-4-75809-452-8 |
| 7  | 2 août 2023      | 978-4-75809-570-9 |

### Manga

#### Première adaptation

##### Liste des volumes
| no | Japonais        | Japonais          | Français          | Français          |
| no | Date de sortie  | ISBN              | Date de sortie    | ISBN              |
| -- | --------------- | ----------------- | ----------------- | ----------------- |
| 1  | 24 octobre 2020 | 978-4-75803-554-5 | 10 août 2023      | 978-2-36877-790-9 |
| 2  | 30 avril 2021   | 978-4-75803-602-3 | 24 septembre 2023 | 978-2-36877-791-6 |
| 3  | 31 janvier 2022 | 978-4-75803-703-7 | 6 décembre 2023   | 978-2-36877-792-3 |

#### Deuxième adaptation:To The Savior

##### Liste des volumes
| no | Japonais        | Japonais          |
| no | Date de sortie  | ISBN              |
| -- | --------------- | ----------------- |
| 1  | 29 février 2024 | 978-4-75803-993-2 |
| 2  | 31 janvier 2025 | 978-4-75808-646-2 |

### Anime

#### Liste des épisodes
| No | Titre français                          | Titre japonais             | Titre japonais                       | Date de 1re diffusion |
| No | Titre français                          | Kanji                      | Rōmaji                               | Date de 1re diffusion |
| -- | --------------------------------------- | -------------------------- | ------------------------------------ | --------------------- |
| 1  | L'éveil de la princesse orgueilleuse    | ～我儘王女は目を覚ます～   | ~ Wagamama ōjo wa mewosamasu ~       | 7 juillet 2023,       |
| 2  | Le vœu de la princesse maléfique        | ～極悪王女は義弟に願う～   | ~ Gokuaku ōjo wa gitei ni negau ~    | 14 juillet 2023       |
| 3  | La princesse cruelle et le chevalier    | ～外道王女と騎士団～       | ~ Gedō ōjo to kishi-dan ~            | 21 juillet 2023       |
| 4  | L'affreuse princesse et le garçon       | ～最低王女と誓いの青年～   | ~ Saitei ōjo to chikai no seinen ~   | 28 juillet 2023       |
| 5  | La princesse maléfique et l'épée        | 〜酷悪王女と剣〜           | 〜 Kokuaku ōjo to ken 〜             | 4 août 2023           |
| 6  | Le procès de la princesse égoïste       | 〜自己中王女は裁く〜       | 〜 Jiko-chū ōjo wa sabaku 〜         | 11 août 2023          |
| 7  | La princesse cruelle et la souffrante   | 〜冷酷王女とヤメルヒト〜   | 〜 Reikoku ōjo to yameruhito 〜      | 18 août 2023          |
| 8  | La princesse insolente et le jugement   | 〜無礼王女と裁き〜         | 〜 Burei ōjo to sabaki 〜            | 25 août 2023          |
| 9  | La méchante princesse et le criminel    | 〜残酷王女と罪人〜         | 〜 Zankoku ōjo to tsumibito 〜       | 1er septembre 2023    |
| 10 | La princesse sans-cœur en infiltration  | 〜薄情王女は潜入する〜     | 〜 Hakujō ōjo wa sennyū suru 〜      | 8 septembre 2023      |
| 11 | L'ordre de la princesse sanguinaire     | 〜惨酷王女と命令〜         | 〜 Sankoku ōjo to meirei 〜          | 15 septembre 2023     |
| 12 | L'infâme princesse marche vers l'avenir | 〜悪虐王女は未来に向かう〜 | 〜 Akugyaku ōjo wa mirai ni mukau 〜 | 22 septembre 2023     |